# 샌디 더글러스
알렉산더 셰프토 "샌디" 더글러스(Alexander Shafto "Sandy" Douglas, 1921년 5월 21일 ~ 2010년 4월 29일)는 영국의 컴퓨터 과학 교수였으며 케임브리지 대학교의 에드삭 컴퓨터의 1952년 틱택토 컴퓨터 게임이었던 최초의 그래픽 컴퓨터 게임 OXO(다른 이름: Noughts and Crosses)를 개발하였다.

## 생애
더글러스는 1921년 5월 21일 런던에서 태어났다. 8살에 그의 가족은 현재의 런던 에어 터미널 주변의 크롬웰 로드로 이주하였다.
더글러스는 1950년 케임브리지 대학교를 재학했다. 1952년 박사 학위를 취득하기 위한 작업 도중 인간-컴퓨터 상호작용에 초점을 둔 논문을 썼으며 그의 이론을 입증할만한 예시가 필요했다. 당시 케임브리지는 에드삭 컴퓨터였던 두 번째 프로그램 내장식 컴퓨터의 고향이었다. (최초의 고향은 맨체스터 대학교의 베이비였으며 1948년 6월 21일 최초의 프로그램이 실행되었다) 더글러스에게 플레이어가 컴퓨터에 대항하여 겨룰 수 있는 단순한 게임 OXO의 코드를 프로그래밍하는 것을 입증하는 완벽한 기회를 주었다. 그러므로 더글러스는 최초의 게임을 만든거나 마찬가지다.(그런데 조금 애매한게, 그것은 오락용이라기 보다, 실험용에 가까웠다.)

## 저서
- Computers and Society: an Inaugural Lecture [Delivered on 27 April 1972, by Alexander Shafto Douglas; Publisher: London School of Economics and P; Date Published: 1973. ISBN 978-0-85328-019-4 ISBN 0-85328-019-3.
- Science Journal, October 1970 "Computers in the Seventies", Alexander "Sandy" Douglas.
- Computer Networks, Volume 5, 1981, pp. 9–14. "Computers and Communications in the 1980s: Benefits and Problems", Alexander S. Douglas
- Sandy Douglas, "Some Memories of EDSAC I: 1950–1952", en:IEEE Annals of the History of Computing, vol. 1, no. 2, pp. 98–99, 208, October 1979. doi:10.1109/MAHC.1979.10018